# سیرل، تیرول
سیرل تیرول (به آلمانی: Zirl) یک شهر در اتریش است که در اینسبروک لند واقع شده‌است. سیرل تیرول ۵۷٫۲۴ کیلومتر مربع مساحت دارد ۶۲۲ متر بالاتر از سطح دریا واقع شده‌است.